# EuroChallenge

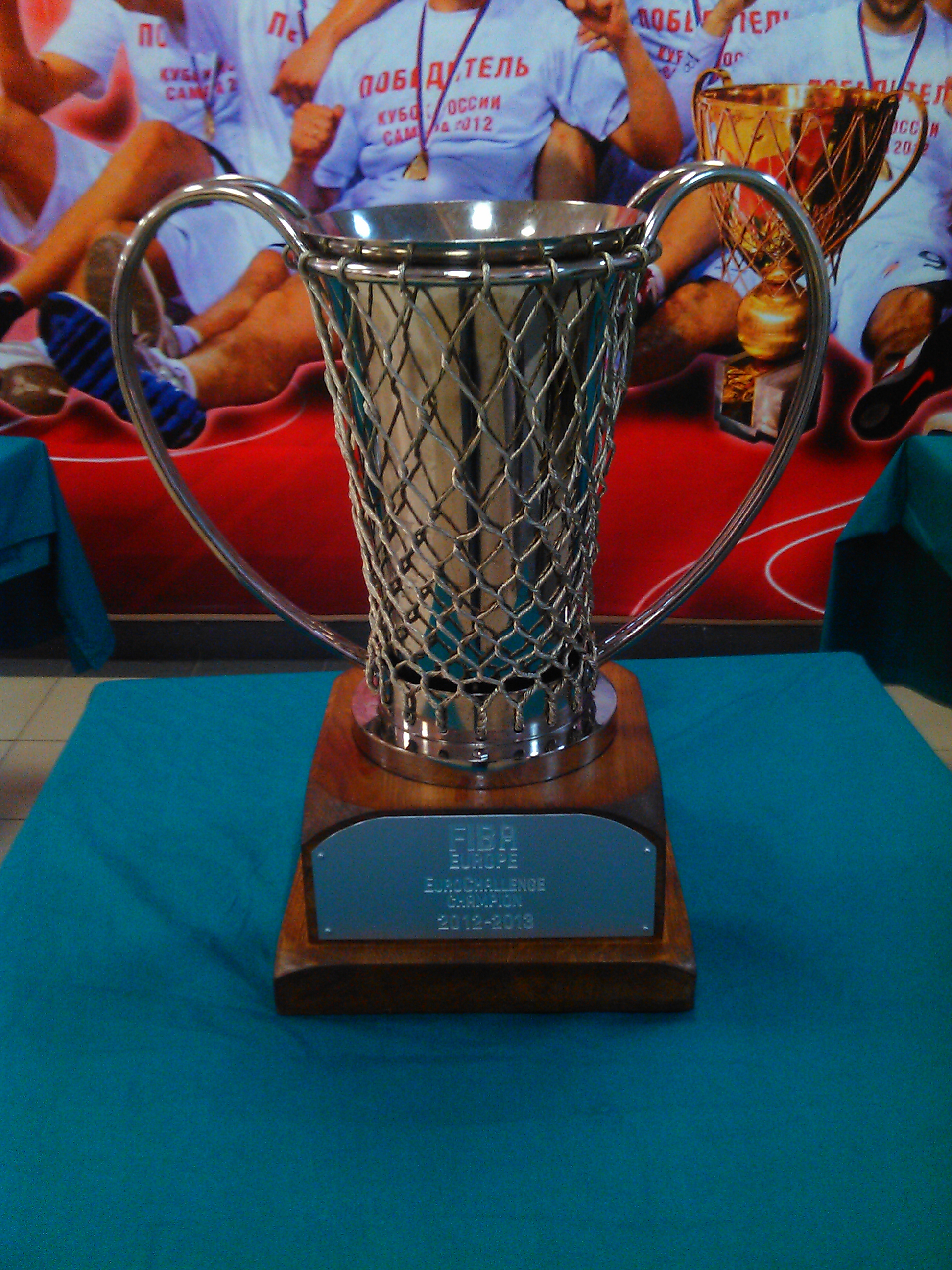
EuroChallenge 2013

Eurochallenge a fost a treia cea mai puternică competiție de baschet masculin din Europa. Fondată de FIBA Europa în 2003 și dizolvată în 2015. Nu trebuie confundat cu FIBA EuroCup Challenge – competiția defunctă de nivel 4, care a fost organizată și condusă și de FIBA Europe, jucată între 2002–03 și 2006–07. În 2015, FIBA a dizolvat EuroChallenge, pentru a începe Basketball Champions League (BCL) și FIBA Europe Cup (FEC), pentru a extinde oportunitățile în afara competițiilor organizate de Euroleague Basketball .

## Echipele din Final Four
| An              |                           | Finala | Finala                   | Finala               |            | Finala mică              | Finala mică | Finala mică |
| An              | Campion                   | Scor   | Locul 2                  | Locul 3              | Scor       | Locul 4                  |             |             |
| 2003–04 Detalii | UNICS                     | 87–63  | Maroussi TIM             | Hapoel Tel Aviv      | 112–104    | Ural Great Perm          |             |             |
| 2004–05 Detalii | Dynamo Saint Petersburg   | 85–74  | Kyiv                     | Khimki               | 86–79      | Fenerbahçe               |             |             |
| 2005–06 Detalii | DKV Joventut              | 88–63  | Khimki                   | Kyiv                 | 83–81      | Dynamo Saint Petersburg  |             |             |
| 2006–07 Detalii | Akasvayu Girona           | 79–72  | Azovmash                 | VidiVici Bologna     | 82–60      | MMT Estudiantes          |             |             |
| 2007–08 Detalii | Barons LMT                | 63–62  | Dexia Mons-Hainaut       | Proteas EKA AEL      | 79–70      | Tartu Ülikool Rock       |             |             |
| 2008–09 Detalii | Virtus BolognaFiere       | 77–75  | Cholet                   | Triumph Lyubertsy    | 94–82      | Proteas EKA AEL          |             |             |
| 2009–10 Detalii | Göttingen                 | 83–75  | Krasnye Krylia           | Chorale Roanne       | 86–80      | Scavolini Spar Pesaro    |             |             |
| 2010–11 Detalii | Krka                      | 83–77  | Lokomotiv Kuban          | Telenet Oostende     | 94–92      | Spartak Saint Petersburg |             |             |
| 2011–12 Detalii | Beșiktaș Milangaz         | 91–86  | Élan Chalon              | Triumph Lyubertsy    | 94–87      | Szolnoki Olaj            |             |             |
| 2012–13 Detalii | Krasnye Krylia            | 77–76  | Pinar Karșıyaka          | EWE Baskets          | 84–76      | Gravelines               |             |             |
| 2013–14 Detalii | Grissin Bon Reggio Emilia | 79–65  | Triumph Lyubertsy        | Gaziantep Royal Halı | 87–75 (OT) | Szolnoki Olaj            |             |             |
| 2014–15 Detalii | JSF Nanterre              | 64–63  | Trabzonspor Medical Park | Energia Târgu Jiu    | 83–80      | Fraport Skyliners        |             |             |

1. ↑  „ULEB, FIBA Europe announce new competitions names, formats – News – Welcome to Eurocup”. Arhivat din original la 22 iulie 2008. Accesat în 3 iulie 2008.
2. ↑  „FIBA Europe Board pushes ahead with attractive club competitions model - FIBA.basketball”. Arhivat din original la 10 martie 2018.